# Thoracochromis brauschi
Thoracochromis brauschi е вид лъчеперка от семейство Цихлиди (Cichlidae).

## Разпространение
Видът е разпространен в Демократична република Конго.